# Lynwood (Kalifornia)
Lynwood – miasto w Stanach Zjednoczonych, w stanie Kalifornia, w hrabstwie Los Angeles. W 2010 zamieszkiwało je 69 772 osób. Miasto leży na wysokości 28 metrów n.p.m. i zajmuje powierzchnię 12,536 km².
Prawa miejskie uzyskało 16 lipca 1921.

## Ludzie związani z Lynwood
W Lynwood urodził się Kevin Costner, amerykański aktor i reżyser filmowy. Z miasta wywodzi się także Weird Al Yankovic, znany satyryk I piosenkarz